# Fritz Ullmann

Reakcja Ullmanna

Fritz Ullmann (ur. 2 lipca 1875, zm. 1939) – niemiecki chemik. Autor wielokrotnie wznawianej i rozwijanej „Enzyklopädie der Technischen Chemie” (1914), wydawanej następnie przez John Wiley & Sons jako „Ullmann's Encyclopedia of Industrial Chemistry” (ISBN 978-3-527-30673-2). Odkrywca metody syntezy biaryli, znanej współcześnie jako reakcja Ullmanna.